# Syro-malabariska katolska kyrkan
Syro-malabariska katolska kyrkan, eller Malabariska kyrkan, är en östlig katolsk självbestämmande delkyrka i Indien som står i full kyrkogemenskap med den romersk-katolska kyrkan under påvens ledning. Dess liturgiska malabariska rit genomgick under 1970-talet omfattande förändringar i linje med Paulus VI:s nya romerska rit, med oenighet mellan malabarkatolikerna som följd. Kyrkan har omkring 5 miljoner medlemmar; huvudsakligen malayalamtalande i delstaten Kerala. Liturgiskt språk är syriska.